# 하와이 공화국
하와이 공화국(하와이어: Lepupalika ʻo Hawaiʻi 영어: Republic of Hawaii)은 하와이 왕국의 마지막 왕이었던 릴리우오칼라니 여왕을 폐위 시키고 건국된 나라이다. 1894년에 건국 되어서, 1898년에 미국에 병합되었다.

## 건국

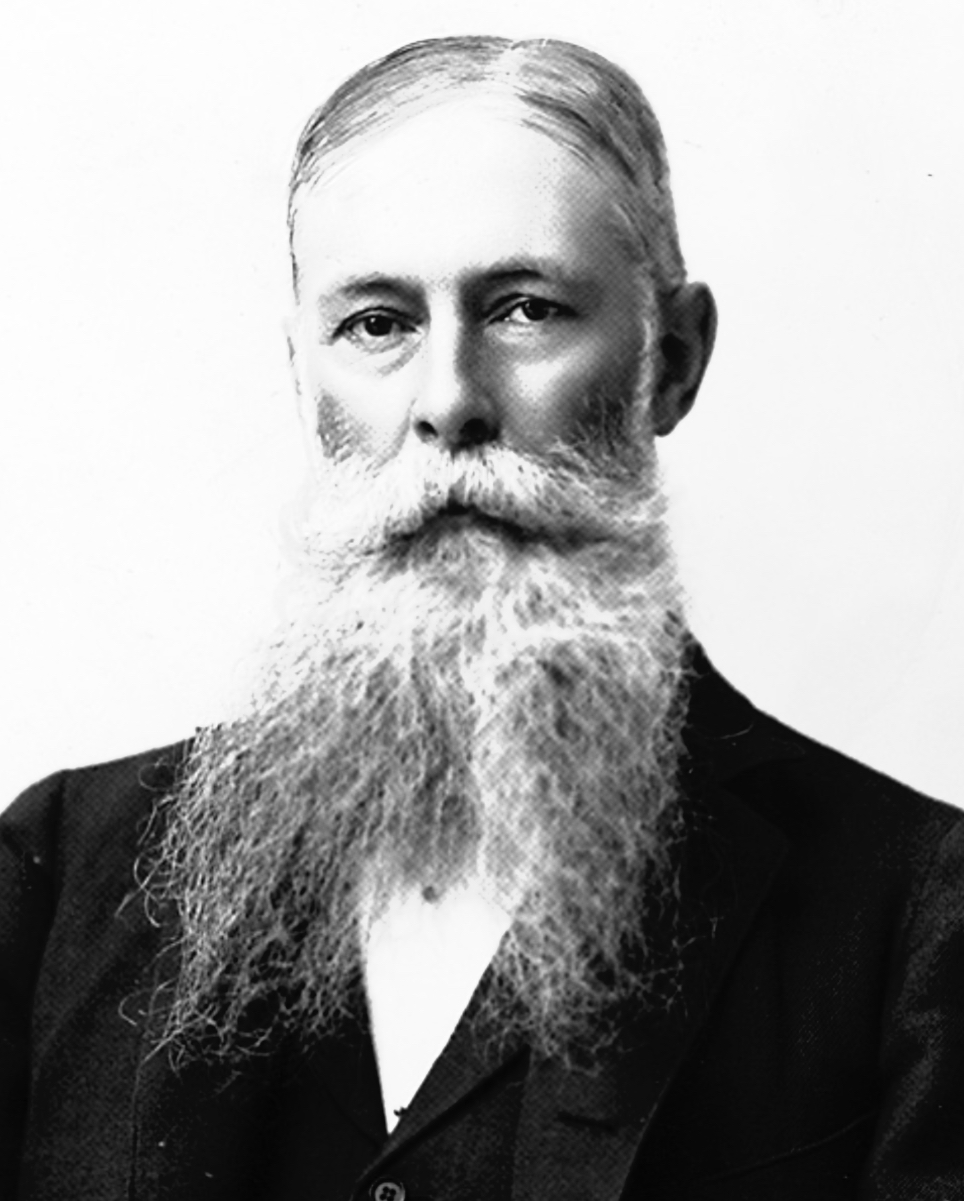
샌포드 돌

사실 하와이 공화국은 '독립된 국가'라는 개념보다는 오히려 미국에 병합되기 위한 국가의 성격을 띄었다. 하와이 혁명의 주류를 이룬 것도 미국인이었고, 혁명 뒤에는 미국인 정부가 하와이에 들어섰기 때문이다. 그리고 그 증거로 하와이 공화국은 건국 4년 만에 미국에 병합되고 만다.
혁명 이전에는 많은 미국인들이 하와이에 거주하고 있었는데, 이들 대부분이 하와이에 사탕수수 농장이나 플렌테이션 농장 등을 가진 자본가였다. 이들의 하와이 경제 점유율이 점점 높아지자, 릴리우오칼라니 여왕은 이들의 소유한 농장을 국유화 해버렸다. 그에 대한 반발로 하와이에선 미국인들의 혁명이 일어났고, 결국 여왕은 폐위되고 공화국이 건국되었다.
초대 대통령은 혁명을 이끈 샌퍼드 돌이 되었다. 샌퍼드 돌은 후에 하와이의 초대 총독이 되기도 한다.

## 반란
그러나, 이 공화국 건국에 불만을 품은 사람도 있었는데, 바로 하와이 사람들이었다. 그리고 얼마 안 있어, 로버트 윌콕스가 하와이 왕정 복고를 위해서 반란을 일으킨다. 윌콕스는 하와이 주민들로 구성된 150여명의 군대를 이끌고, 정부 청사를 공격하였으나 실패하였다. 어쩔수 없이 그는 산속으로 숨었으나, 결국 체포되었다.

## 같이 보기
- 미국 제국주의